# Psalm 69: The Way to Succeed and the Way to Suck Eggs
Psalm 69: The Way to Succeed and the Way to Suck Eggs er et studiealbum udgivet af Ministry 14. juli 1992.

## Numre
| Nr. | Titel                   | Forfatter(e)                                   | Længde |
| --- | ----------------------- | ---------------------------------------------- | ------ |
| 1.  | "N.W.O."                | Jourgensen, Barker                             | 5:31   |
| 2.  | "Just One Fix"          | Jourgensen, Barker, Rieflin, Balch             | 5:11   |
| 3.  | "TV II"                 | Jourgensen, Barker, Scaccia, Rieflin, Connelly | 3:04   |
| 4.  | "Hero"                  | Jourgensen, Barker, Rieflin                    | 4:13   |
| 5.  | "Jesus Built My Hotrod" | Jourgensen, Barker, Balch, Rieflin, Haynes     | 4:51   |
| 6.  | "Scarecrow"             | Jourgensen, Barker, Scaccia, Rieflin, Balch    | 8:21   |
| 7.  | "Psalm 69"              | Jourgensen, Barker                             | 5:29   |
| 8.  | "Corrosion"             | Jourgensen, Barker                             | 4:56   |
| 9.  | "Grace"                 | Jourgensen, Barker, Beno                       | 3:05   |